# Club Balonmano Torrevieja
Der Club Balonmano Mare Nostrum Torrevieja, bis 2012 Club Balonmano Torrevieja, ist ein spanischer Handballverein aus Torrevieja.

Altes Vereinswappen (bis 2012)

## Geschichte
Der Club Balonmano Torrevieja wurde im Jahr 1973 gegründet. Bis zur Spielzeit 2011/2012, in der die Mannschaft den 9. Platz erreichte, aus wirtschaftlichen Gründen aber abstieg, spielte der Verein in der ersten spanischen Liga, der Liga Asobal. Insgesamt neun Spielzeiten lang war man in dieser Liga vertreten.
Ab 2012 trat der Club Balonmano Mare Nostrum Torrevieja als Nachfolger des Club Balonmano Torrevieja an.